# Châteaumeillant (AOC)
Pour les articles homonymes, voir Châteaumeillant.
Le châteaumeillant est un vin d'appellation d'origine contrôlée produit à la limite entre le Cher et l'Indre, en Centre-Val de Loire.

## Histoire

### De l'Antiquité au Moyen Âge

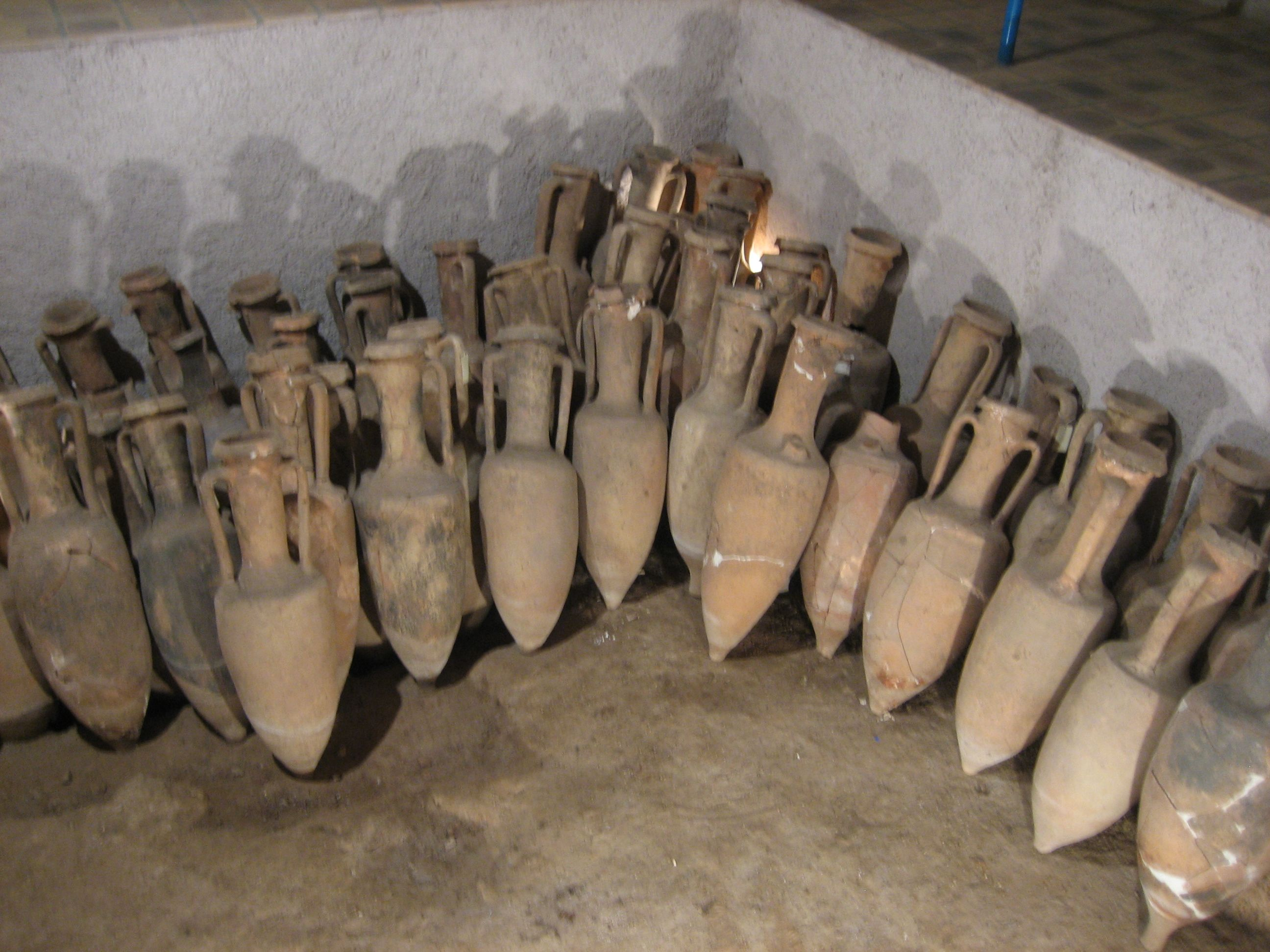
Amphores italiques du musée Émile Chénon

Si les Gaulois de Châteaumeillant commerçaient déjà avec l'Italie pour faire venir du vin à la fin du IIIe siècle av. J.-C., les premières traces de viticulture ne remontent, elles, qu'au VIe siècle comme le mentionne Grégoire de Tours.
Des chartes médiévales comme celle de franchise de Châteaumeillant mentionnent le vignoble et réglementent la production et la commercialisation du vin, entre 1220 et 1275. « Parmi les principes directeurs énoncés dans ces chartes figurait le principe de l'interdiction des vendanges, ou des règles régissant le début officiel de la récolte, qui existe encore aujourd'hui ».

### Période moderne et contemporaine
Le plant lyonnais est introduit en 1773, remplacé en 1830 par le gamay du Beaujolais. À la fin du Second Empire le vignoble atteint 1200 ha, mais il souffre sévèrement du phylloxéra à la fin du siècle et sa surface diminue considérablement.
Châteaumeillant est réputé pour son vin gris, qui est produit en pressant le Gamay immédiatement après la récolte.
En 1965, un décret paru au Journal officiel, consacra l'appellation d'origine de ce vignoble avec le label « vin délimité de qualité supérieure » (VDQS). Le 9 juin 2010, il est classé en appellation d'origine contrôlée.
Lors des vendanges les raisins sont encore récoltés à la main, en particulier les raisins rouges, bien que la machine à vendanger se développe.

## Situation géographique

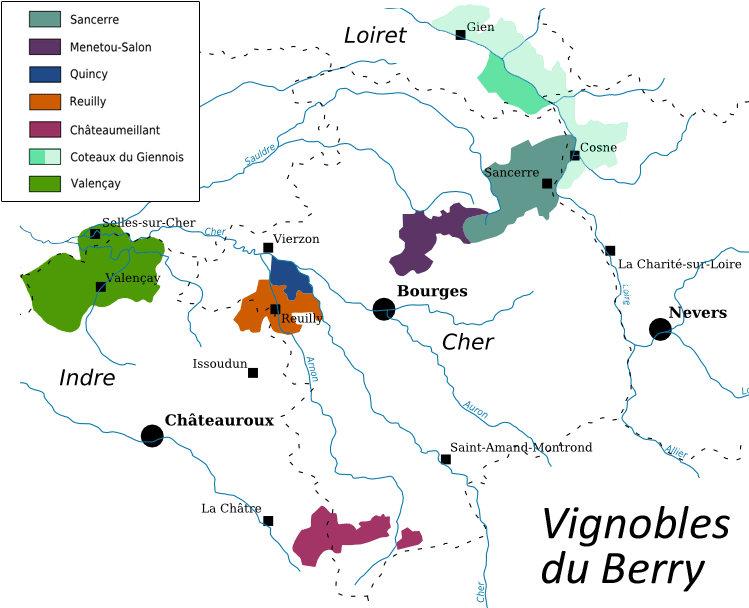
Les vignobles du Berry.

Appellation située sur sept communes et deux départements (Indre et Cher) : Champillet (36), Châteaumeillant (18), Feusines (36), Néret (36), Saint Maur (18), Urciers (36) et Vesdun (18).

### Géologie
Le terroir est composé de terres de silice et de quartz.

### Climatologie
Situé au pied des premières hauteurs de la Haute-Marche, le vignoble jouit d'un climat qui reste à dominante océanique, avec des hivers assez doux.

## Vignoble

### Encépagement
Les vins rouges sont issus principalement du gamay N et accessoirement du pinot noir N. Les vins gris sont issus principalement du gamay N, accessoirement du pinot gris G et du pinot noir N.
Le gamay noir a été introduit en 1830 pour remplacer le plant lyonnais jusqu’alors majoritaire, il tire son nom d’un hameau des environs de Puligny-Montrachet. Contrairement à ce que ce nom pourrait laisser penser, il « pisse » un jus blanc de ses grains bleus à la pruine blanchâtre. Les bonnes années, il donne du charme, de la fraîcheur et de la finesse. Il évoque au nez la framboise et l’armoise, au palais il finit dans les épices et le poivre. Les mauvaises années, il a besoin de l’assemblage avec le Pinot pour diminuer son acidité. Il a été attaqué par le puceron phylloxéra à la fin du XIXe siècle.
Le pinot noir a des petits grains serrés d’un bleu-noir velouté. La macération du jus avec la peau du raisin contenant les pigments colorés donne cette couleur rouge-violacée. Il sent la violette, la cerise, le gibier. C’est un très grand cépage, cultivé en Bourgogne (romanée-conti, clos-vougeot, pommard etc.), mais aussi plus près, sur les bords de la Loire à Sancerre et à Menetou-Salon dans le Cher).
Le pinot gris, qui produit le vin blanc, est originaire d’Alsace. Il a une chair sucrée qui évoque le miel. Il est peu productif et se montre capricieux. On pardonnera donc beaucoup au Châteaumeillant blanc.

### Terroir et vins
Le terroir est composé de terres siliceuses à dominante sableuse et sablo-argileuse. Il donne des vins rouges mais l'appellation est surtout connue pour son rosé, le « vin gris ». Le rouge représente 75 % de la production, le gris aux alentours de 20 %, le reste étant le blanc, plutôt confidentiel.

### Structure des exploitations
La cave coopérative élabore plus de la moitié de la production de ce vignoble.

### Type de vins et gastronomie
Les vins rouges, développés surtout à partir de la fin du XXe siècle, sont souples, fins et fruités.
Le vin gris, vin traditionnel, a une robe rose très pâle avec de très légers reflets bleutés. C'est un vin d'été, très agréable à boire quand il est servi entre 8 et 10 % volume. Traditionnellement, il est consommé en apéritif, sur des grillades, des viandes blanches ou des poissons.

### Commercialisation
Huit vignerons et la « Cave des vins de Châteaumeillant », créée en 1964 et comptant 25 adhérents, produisent les vins de Châteaumeillant. Un quart de la production est exporté.